# Hylaeinae
Hylaeinae zijn een onderfamilie van vliesvleugeligen (Hymenoptera) uit de familie Colletidae.

## Geslachten
(Indicatie van aantallen soorten per geslacht tussen haakjes)
- Amphylaeus (4)
- Hemirhiza (1)
- Hylaeus (709)
- Hyleoides (8)
- Meroglossa (20)
- Palaeorhiza (146)
- Xenorhiza (5)